# 노성로 (안성 이천)
노성로(Noseong-ro)는 경기도 안성시 일죽면 능국삼거리에서 이천시 설성면 수산삼거리를 잇는 4.9km 길이의 도로이다. 도로 이름은 인근에 위치한 노성산에서 따왔다.

## 주요 경유지
경기도
- 안성시 (일죽면) - 이천시 (설성면)

## 노선
전구간이 지방도 제329호선에 속함.
| 이름                  | 접속 노선                 | 소재지 | 소재지 | 비고                        |
| --------------------- | ------------------------- | ------ | ------ | --------------------------- |
| 능국사거리            | 국도 제38호선 (서동대로)  | 안성시 | 일죽면 |                             |
| 분동 교차로           | 분동길 죽화로             | 안성시 | 일죽면 |                             |
| 지내 교차로           | 지내동길                  | 안성시 | 일죽면 |                             |
| 노동 교차로           | 노동길                    | 안성시 | 일죽면 |                             |
| 덕현 교차로           | 덕현길                    | 안성시 | 일죽면 |                             |
| 국립이천호국원 삼거리 | 노성로259번길             | 이천시 | 설성면 |                             |
| 수산사거리            | 지방도 제318호선 (원설로) | 이천시 | 설성면 | 지방도 제318호선호선과 중복 |
| 수산삼거리            | 진상미로                  | 이천시 | 설성면 | 지방도 제318호선호선과 중복 |

## 주요 건물및 시설
- 수라마트 (노성로 1/ 능국리 349-1)
- SK에너지 (노성로 7-6/능국리 348-3)
- 백년교동짬뽕 (노성로 8-10/능국리 345-9)
- 세븐일레븐 안성호국대로점 (노성로 18/능국리 442-1)
- 국립이천호국원 (노성로 260/대죽리 1084)